# 小岩神社

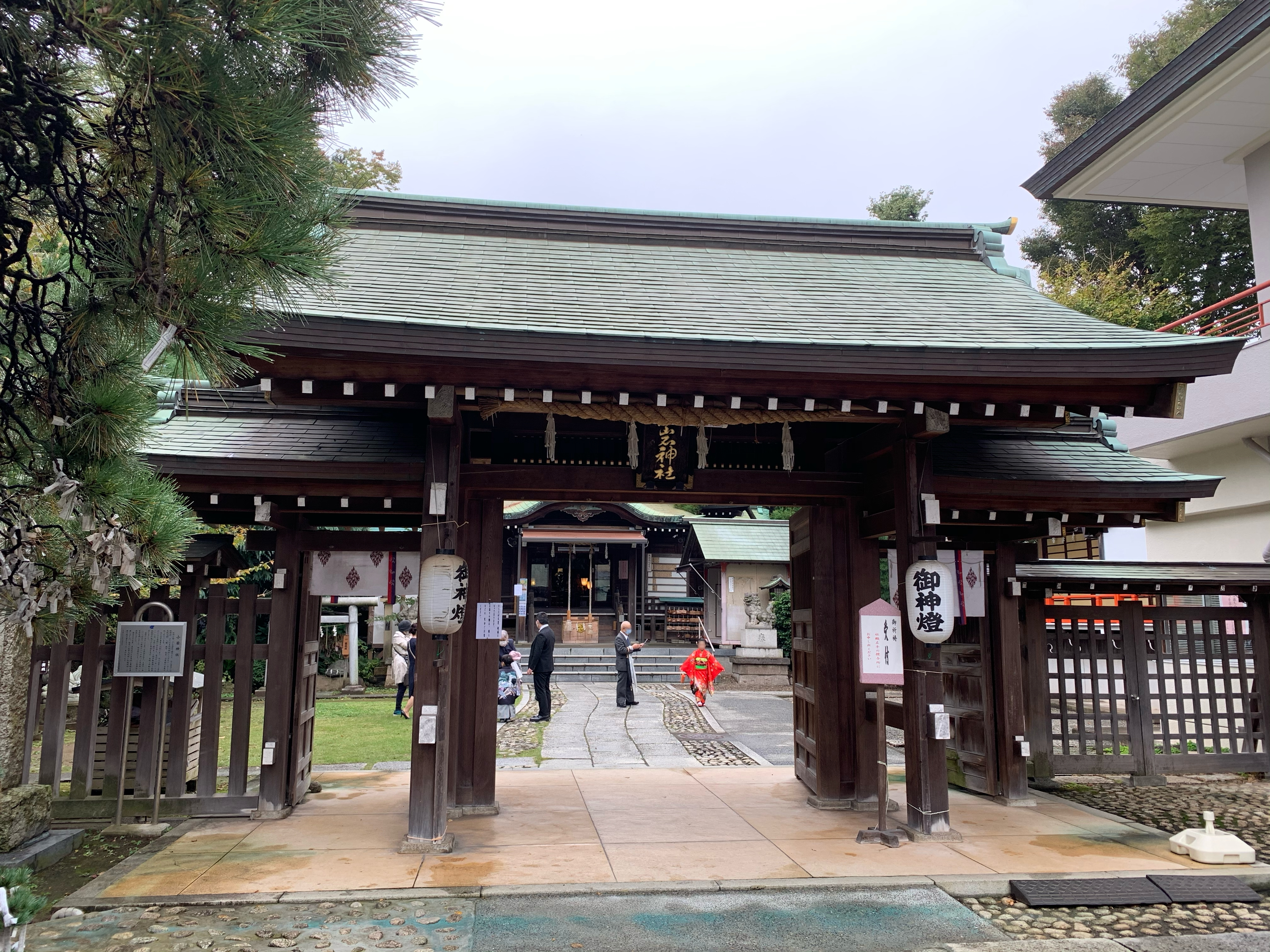
社門

小岩神社（こいわじんじゃ）は、東京都江戸川区東小岩にある神社。

## 歴史
旧中小岩村、下小岩村の鎮守。創建年代は不明である。元々は下総国葛飾郡行徳村（現・千葉県市川市）に位置していたが、1536年（天文5年）に万福寺の場所に移され、1840年（天保元年）に現在地に移転した。当初は「五社大明神」「五社明神社」と呼ばれていた。
1671年（寛文11年）に酒井忠清や板倉重矩などの幕府の重臣によって、本殿・拝殿の寄進を受けている。
明治時代に「天祖神社」に改称したが、その後「小岩神社」に再改称している。

## 交通アクセス
- 小岩駅より徒歩10分（経路案内）。